# Clayton, Greater Manchester
Clayton är en stadsdel i Manchester, i distriktet Manchester, i grevskapet Greater Manchester, i England. Clayton var en civil parish från 1894 till 1896 då den blev en del av North Manchester.